# Samassi
Samassi és un municipi italià, situat a la regió de Sardenya i a la província de Sardenya del Sud. L'any 2004 tenia 5.332 habitants. Es troba a la regió de Campidano di Cagliari. Limita amb els municipis de Furtei, Sanluri, Serramanna, Serrenti

## Administració
| Període | Identitat     | Partit        |
| ------- | ------------- | ------------- |
| 2005-   | Ennio Cabiddu | Llista cívica |